# 朱利安 (色情演員)
朱利安·里歐斯（英語：Julián Ríos，1970年10月12日—）出生於加州西柯汶納，是名美國色情演員。

## 獎項
- 1999 XRCO大獎（英语：XRCO Award）－「最佳男女情侶」與關·桑莫斯（Gwen Summers）－《Nothing to Hide 3 & 4》[2]

## 外部連結
- Julian (I)在互联网电影资料库（IMDb）上的資料（英文）